# Eisschnelllauf-Einzelstreckenweltmeisterschaften 2013
Die 15. Einzelstreckenweltmeisterschaften wurden vom 21. bis 24. März 2013 in der Adler Arena im russischen Sotschi ausgetragen. Es war die erste internationale Großveranstaltung in der neu errichteten Adler Arena, dem Austragungsort der Olympischen Spiele 2014.

## Bilanz

### Medaillenspiegel
| Platz  | Land                | Gold | Silber | Bronze | Gesamt |
| ------ | ------------------- | ---- | ------ | ------ | ------ |
| 1      | Niederlande         | 6    | 5      | 2      | 13     |
| 2      | Südkorea            | 2    | 2      | 1      | 5      |
| 3      | Russland            | 2    | -      | 3      | 5      |
| 4      | Tschechien          | 1    | 1      | –      | 2      |
| 5      | Kasachstan          | 1    | –      | -      | 1      |
| 6      | Vereinigte Staaten  | -    | 1      | 2      | 3      |
| 7      | Polen               | -    | 1      | 1      | 2      |
| 8      | Volksrepublik China | -    | 1      | -      | 1      |
| 8      | Japan               | -    | 1      | -      | 1      |
| 10     | Deutschland         | -    | -      | 2      | 2      |
| 11     | Kanada              | -    | -      | 1      | 1      |
| Gesamt | Gesamt              | 12   | 12     | 12     | 36     |

### Medaillengewinner
Zeigt die drei Medaillengewinner der einzelnen Distanzen.

#### Frauen
| Distanz        | Gold                                                   | Silber                                                           | Bronze                                           |
| -------------- | ------------------------------------------------------ | ---------------------------------------------------------------- | ------------------------------------------------ |
| 2 × 500 Meter  | Sang-Hwa Lee                                           | Beixing Wang                                                     | Olga Fatkulina                                   |
| 1000 Meter     | Olga Fatkulina                                         | Ireen Wüst                                                       | Brittany Bowe                                    |
| 1500 Meter     | Ireen Wüst                                             | Lotte van Beek                                                   | Christine Nesbitt                                |
| 3000 Meter     | Ireen Wüst                                             | Martina Sáblíková                                                | Claudia Pechstein                                |
| 5000 Meter     | Martina Sáblíková                                      | Ireen Wüst                                                       | Claudia Pechstein                                |
| Teamverfolgung | NiederlandeMarrit Leenstra Diane Valkenburg Ireen Wüst | PolenKatarzyna Bachleda-Curuś Natalia Czerwonka Luiza Złotkowska | SüdkoreaKim Bo-reum Noh Seon-yeong Park Do-yeong |

#### Männer
| Distanz        | Gold                                                | Silber                                              | Bronze                                                 |
| -------------- | --------------------------------------------------- | --------------------------------------------------- | ------------------------------------------------------ |
| 2 × 500 Meter  | Mo Tae-Bum                                          | Joji Kato                                           | Jan Smeekens                                           |
| 1000 Meter     | Denis Kusin                                         | Mo Tae-bum                                          | Shani Davis                                            |
| 1500 Meter     | Denis Juskow                                        | Shani Davis                                         | Iwan Skobrew                                           |
| 5000 Meter     | Sven Kramer                                         | Jorrit Bergsma                                      | Iwan Skobrew                                           |
| 10.000 Meter   | Jorrit Bergsma                                      | Sven Kramer                                         | Bob de Jong                                            |
| Teamverfolgung | NiederlandeJan Blokhuijsen Sven Kramer Koen Verweij | SüdkoreaJoo Hyung-Joon Kim Cheol-Min Lee Seung-Hoon | PolenZbigniew Bródka Konrad Niedźwiedzki Jan Szymański |

## Ergebnisse

### Frauen

#### 2 × 500 Meter
Die Zeiten beider 500 m Läufe wurden in Punkte umgerechnet, addiert und ergaben die Gesamtpunktezahl.
| Platz | Name               | Land                | 1. Lauf 500 Meter | 2. Lauf 500 Meter | Gesamt- punkte |
| ----- | ------------------ | ------------------- | ----------------- | ----------------- | -------------- |
| 1     | Lee Sang-hwa       | Südkorea            | 37,69 s (1)       | 37,65 s (1)       | 75,347         |
| 2     | Wang Beixing       | Volksrepublik China | 38,22 s (5)       | 37,81 s (2)       | 76,043         |
| 3     | Olga Fatkulina     | Russland            | 38,14 s (2)       | 37,94 s (3)       | 76,093         |
| 4     | Jenny Wolf         | Deutschland         | 38,16 s (4)       | 37,97 s (4)       | 76,144         |
| 5     | Thijsje Oenema     | Niederlande         | 38,16 s (3)       | 38,03 s (5)       | 76,198         |
| 6     | Nao Kodaira        | Japan               | 38,48 s (7)       | 38,25 s (7)       | 76,736         |
| 7     | Jekaterina Aidowa  | Kasachstan          | 38,49 s (8)       | 38,24 s (6)       | 76,744         |
| 8     | Heather Richardson | Vereinigte Staaten  | 38,29 s (6)       | 38,46 s (10)      | 76,768         |
| 9     | Hong Zhang         | Volksrepublik China | 38,57 s (12)      | 38,30 s (8)       | 76,887         |
| 10    | Karolína Erbanová  | Tschechien          | 38,58 s (13)      | 38,37 s (9)       | 76,956         |
|       |                    |                     |                   |                   |                |
| 12    | Judith Hesse       | Deutschland         | 38,55 s (10)      | 38,62 s (12)      | 77,173         |
| 17    | Jennifer Plate     | Deutschland         | 38,78 s (16)      | 39,02 s (18)      | 77,810         |

#### 1000 Meter
| Platz | Name                   | Land                | Zeit        |  |
| ----- | ---------------------- | ------------------- | ----------- |  |
| 1     | Olga Fatkulina         | Russland            | 1:15,44 min |  |
| 2     | Ireen Wüst             | Niederlande         | 1:15,71 min |  |
| 3     | Brittany Bowe          | Vereinigte Staaten  | 1:15,87 min |  |
| 4     | Christine Nesbitt      | Kanada              | 1:16,02 min |  |
| 5     | Karolína Erbanová      | Tschechien          | 1:16,09 min |  |
| 6     | Heather Richardson     | Vereinigte Staaten  | 1:16,10 min |  |
| 7     | Zhang Hong             | Volksrepublik China | 1:16,48 min |  |
| 8     | Marrit Leenstra        | Niederlande         | 1:16,67 min |  |
| 9     | Jekaterina Aidowa      | Kasachstan          | 1:16,93 min |  |
| 10    | Jekaterina Lobyschewa  | Russland            | 1:17,27 min |  |
|       |                        |                     |             |  |
| 12    | Monique Angermüller    | Deutschland         | 1:17,51 min |  |
| 15    | Judith Hesse           | Deutschland         | 1:18,00 min |  |
| 17    | Gabriele Hirschbichler | Deutschland         | 1:18,51 min |  |

#### 1500 Meter
| Platz | Name                     | Land        | Zeit        |
| ----- | ------------------------ | ----------- | ----------- |
| 1     | Ireen Wüst               | Niederlande | 1:55,38 min |
| 2     | Lotte van Beek           | Niederlande | 1:58,02 min |
| 3     | Christine Nesbitt        | Kanada      | 1:58,07 min |
| 4     | Diane Valkenburg         | Niederlande | 1:58,37 min |
| 5     | Kali Christ              | Kanada      | 1:58,69 min |
| 6     | Karolína Erbanová        | Tschechien  | 1:59,02 min |
| 7     | Julija Skokowa           | Russland    | 1:59,02 min |
| 8     | Brittany Schussler       | Kanada      | 1:59,04 min |
| 9     | Katarzyna Bachleda-Curuś | Polen       | 1:59,13 min |
| 10    | Monique Angermüller      | Deutschland | 1:59,14 min |

#### 3000 Meter
| Platz | Name                     | Land        | Zeit        |
| ----- | ------------------------ | ----------- | ----------- |
| 1     | Ireen Wüst               | Niederlande | 4:02,43 min |
| 2     | Martina Sáblíková        | Tschechien  | 4:04,80 min |
| 3     | Claudia Pechstein        | Deutschland | 4:07,75 min |
| 4     | Diane Valkenburg         | Niederlande | 4:08,12 min |
| 5     | Linda de Vries           | Niederlande | 4:09,53 min |
| 6     | Katarzyna Bachleda-Curuś | Polen       | 4:10,80 min |
| 7     | Stephanie Beckert        | Deutschland | 4:11,71 min |
| 8     | Bente Kraus              | Deutschland | 4:12,35 min |
| 9     | Kim Bo-reum              | Südkorea    | 4:12,69 min |
| 10    | Masako Hozumi            | Japan       | 4:13,62 min |

#### 5000 Meter
| Platz | Name              | Land        | Zeit        |  |
| ----- | ----------------- | ----------- | ----------- |  |
| 1     | Martina Sáblíková | Tschechien  | 6:54,31 min |  |
| 2     | Ireen Wüst        | Niederlande | 7:02,96 min |  |
| 3     | Claudia Pechstein | Deutschland | 7:04,07 min |  |
| 4     | Linda de Vries    | Niederlande | 7:09,33 min |  |
| 5     | Stephanie Beckert | Deutschland | 7:09,35 min |  |
| 6     | Diane Valkenburg  | Niederlande | 7:09,57 min |  |
| 7     | Bente Kraus       | Deutschland | 7:09,82 min |  |
| 8     | Ivanie Blondin    | Kanada      | 7:13,16 min |  |
| 9     | Olga Graf         | Russland    | 7:13,58 min |  |
| 10    | Masako Hozumi     | Japan       | 7:17,88 min |  |
|       |                   |             |             |  |
| 15    | Anna Rokita       | Österreich  | 7:28,64 min |  |

#### Teamwettbewerb
Der Teamwettbewerb ging über sechs Runden (nur Innenbahn, ca. 2310 m). Es nahmen acht Teams teil.
| Platz | Name                                                        | Land        | Zeit        |
| ----- | ----------------------------------------------------------- | ----------- | ----------- |
| 1     | Ireen Wüst Diane Valkenburg Marrit Leenstra                 | Niederlande | 3:00,02 min |
| 2     | Natalia Czerwonka Katarzyna Bachleda-Curuś Luiza Złotkowska | Polen       | 3:04,91 min |
| 3     | Kim Bo-reum Noh Seon-yeong Park Do-yeong                    | Südkorea    | 3:05,32 min |
| 4     | Monique Angermüller Bente Kraus Claudia Pechstein           | Deutschland | 3:05,50 min |
| 5     | Olga Graf Jekaterina Lobyschewa Julija Skokowa              | Russland    | 3:05,94 min |
| 6     | Hege Bøkko Mari Hemmer Ida Njåtun                           | Norwegen    | 3:07,23 min |
| 7     | Masako Hozumi Miho Takagi Eriko Ishino                      | Japan       | 3:07,90 min |
| 8     | Ivanie Blondin Christine Nesbitt Brittany Schussler         | Kanada      | 3:20,92 min |

### Männer

#### 2 × 500 Meter
Die Zeiten beider 500 m Läufe wurden in Punkte umgerechnet, addiert und ergaben die Gesamtpunktezahl.
| Platz | Name             | Land        | 1. Lauf 500 Meter | 2. Lauf 500 Meter | Gesamt- zeit |
| ----- | ---------------- | ----------- | ----------------- | ----------------- | ------------ |
| 1     | Mo Tae-bum       | Südkorea    | 34,94 s (3)       | 34,82 s (1)       | 69,760       |
| 2     | Jōji Katō        | Japan       | 34,92 s (2)       | 34,90 s (3)       | 69,820       |
| 3     | Jan Smeekens     | Niederlande | 34,80 s (1)       | 35,06 s (5)       | 69,860       |
| 4     | Michel Mulder    | Niederlande | 35,09 s (6)       | 34,82 s (1)       | 69,910       |
| 5     | Ronald Mulder    | Niederlande | 35,05 s (4)       | 35,02 s (4)       | 70,070       |
| 6     | Dimitri Lobkow   | Russland    | 35,18 s (8)       | 35,08 s (6)       | 70,260       |
| 7     | Denis Kowal      | Russland    | 35,05 s (5)       | 35,22 s (9)       | 70,270       |
| 8     | Pekka Koskela    | Finnland    | 35,21 s (9)       | 35,10 s (7)       | 70,310       |
| 9     | Laurent Dubreuil | Kanada      | 35,09 s (7)       | 35,26 s (10)      | 70,350       |
| 10    | Jamie Gregg      | Kanada      | 35,30 s (12)      | 35,20 s (8)       | 70,500       |
|       |                  |             |                   |                   |              |
| 15    | Nico Ihle        | Deutschland | 35,47 s (18)      | 35,36 s (14)      | 70,830       |
| 22    | Denny Ihle       | Deutschland | 36,12 s (23)      | 35,87 s (21)      | 71,990       |

#### 1000 Meter
| 1  | Denis Kusin         | Kasachstan         | 1:09,14 min |  |  |
| 2  | Mo Tae-bum          | Südkorea           | 1:09,24 min |  |  |
| 3  | Shani Davis         | Vereinigte Staaten | 1:09,30 min |  |  |
| 4  | Kjeld Nuis          | Norwegen           | 1:09,42 min |  |  |
| 5  | Zbigniew Bródka     | Polen              | 1:09,45 min |  |  |
| 6  | Samuel Schwarz      | Deutschland        | 1:09,72 min |  |  |
| 6  | Mirko Giacomo Nenzi | Italien            | 1:09,72 min |  |  |
| 8  | Stefan Groothuis    | Niederlande        | 1:09,83 min |  |  |
| 9  | Brian Hansen        | Vereinigte Staaten | 1:09,91 min |  |  |
| 10 | Haralds Silovs      | Lettland           | 1:10,19 min |  |  |
|    |                     |                    |             |  |  |
| 15 | Nico Ihle           | Deutschland        | 1:10,62 min |  |  |

#### 1500 Meter
| Platz | Name                  | Land               | Zeit        |
| ----- | --------------------- | ------------------ | ----------- |
| 1     | Denis Juskow          | Russland           | 1:46,32 min |
| 2     | Shani Davis           | Vereinigte Staaten | 1:46,83 min |
| 3     | Iwan Skobrew          | Russland           | 1:46,97 min |
| 4     | Brian Hansen          | Vereinigte Staaten | 1:47,40 min |
| 5     | Sverre Lunde Pedersen | Norwegen           | 1:47,44 min |
| 6     | Zbigniew Bródka       | Polen              | 1:47,46 min |
| 7     | Mark Tuitert          | Niederlande        | 1:47,61 min |
| 8     | Konrad Niedźwiedzki   | Polen              | 1:47,83 min |
| 9     | Haralds Silovs        | Lettland           | 1:47,95 min |
| 10    | Kjeld Nuis            | Niederlande        | 1:48,17 min |

#### 5000 Meter
| Platz | Name                  | Land        | Zeit        |  |
| ----- | --------------------- | ----------- | ----------- |  |
| 1     | Sven Kramer           | Niederlande | 6:14,41 min |  |
| 2     | Jorrit Bergsma        | Niederlande | 6:17,94 min |  |
| 3     | Iwan Skobrew          | Russland    | 6:18,31 min |  |
| 4     | Denis Juskow          | Russland    | 6:21,46 min |  |
| 5     | Bob de Jong           | Niederlande | 6:23,00 min |  |
| 6     | Bart Swings           | Belgien     | 6:23,01 min |  |
| 7     | Sverre Lunde Pedersen | Norwegen    | 6:24,38 min |  |
| 8     | Lee Seung-hoon        | Südkorea    | 6:26,78 min |  |
| 9     | Patrick Beckert       | Deutschland | 6:27,27 min |  |
| 10    | Shane Dobbin          | Neuseeland  | 6:28,04 min |  |
|       |                       |             |             |  |
| 11    | Moritz Geisreiter     | Deutschland | 6:28,71 min |  |
| 16    | Marco Weber           | Deutschland | 6:31,00 min |  |

#### 10.000 Meter
| Platz | Name                | Land        | Zeit         |
| ----- | ------------------- | ----------- | ------------ |
| 1     | Jorrit Bergsma      | Niederlande | 12:57,69 min |
| 2     | Sven Kramer         | Niederlande | 12:59,71 min |
| 3     | Bob de Jong         | Niederlande | 13:00,26 min |
| 4     | Lee Seung-hoon      | Südkorea    | 13:14,02 min |
| 5     | Bart Swings         | Belgien     | 13:19,15 min |
| 6     | Shane Dobbin        | Neuseeland  | 13:23,65 min |
| 7     | Marco Weber         | Deutschland | 13:24,20 min |
| 8     | Patrick Beckert     | Deutschland | 13:26,79 min |
| 9     | Alexander Rumjanzew | Russland    | 13:29,05 min |
| 10    | Moritz Geisreiter   | Deutschland | 13:29,20 min |

#### Teamwettbewerb
Der Teamwettbewerb ging über acht Runden (nur Innenbahn, ca. 3080 m). Es nahmen acht Teams teil.
| Platz | Name                                                     | Land        | Zeit        |
| ----- | -------------------------------------------------------- | ----------- | ----------- |
| 1     | Sven Kramer Koen Verweij Jan Blokhuijsen                 | Niederlande | 3:42,03 min |
| 2     | Joo Hyung-joon Kim Cheol-min Lee Seung-hoon              | Südkorea    | 3:44,60 min |
| 3     | Zbigniew Bródka Konrad Niedźwiedzki Jan Szymański        | Polen       | 3:45,22 min |
| 4     | Jewgeni Lalenkow Iwan Skobrew Denis Juskow               | Russland    | 3:46,59 min |
| 5     | Sverre Lunde Pedersen Håvard Bøkko Siemen Spieler Nilsen | Norwegen    | 3:48,68 min |
| 6     | Patrick Beckert Marco Weber Alexej Baumgärtner           | Deutschland | 3:48,83 min |
| 7     | Jordan Belchos Lucas Makowsky Denny Morrison             | Kanada      | 3:49,00 min |
| 8     | Matteo Anesi Mirko Giacomo Nenzi Luca Stefani            | Italien     | 3:53,08 min |